# Craugastor lauraster
Craugastor lauraster là một loài ếch thuộc họ Leptodactylidae.
Loài này có ở Honduras và Nicaragua.
Môi trường sống tự nhiên của chúng là rừng ẩm vùng đất thấp nhiệt đới hoặc cận nhiệt đới, vùng núi ẩm nhiệt đới hoặc cận nhiệt đới, và rừng trước đây suy thoái nghiêm trọng.
Chúng hiện đang bị đe dọa vì mất môi trường sống.